# The Songs of Distant Earth
The Songs of Distant Earth è un album in studio di Mike Oldfield pubblicato nel 1994 da Warner Bros. Records in formato LP, CD e musicassetta.

## Il disco
The Songs of Distant Earth è un concept album ispirato al romanzo di fantascienza Voci di terra lontana (Songs of Distant Earth) di Arthur C. Clarke. Molti lo ritengono uno degli ultimi album importanti di Oldfield, inoltre viene considerato seminale per la musica chill out. È stato il presidente della Warner Bros., Rob Dickins, a suggerire a Oldfield di produrre un album basato sul romanzo di fantascienza di Arthur C. Clarke Voci di terra lontana.
L'album è stato distribuito come un CD e, poco dopo, come Enhanced CD di cui sono state fatte due versioni. La copertina della prima edizione del disco ha come protagonista una manta che vola di fronte a un pianeta. Invece l'immagine di copertina della seconda edizione dell'album rappresenta un uomo che regge un globo incandescente mentre sopra di lui volano centinaia di mante. La seconda stampa del CD enhanced contiene alcuni contenuti multimediali in più, tra cui la versione completa del video di Let There Be Light. Il contenuto del CD audio è lo stesso su tutte e due le versioni dell'album. È stato anche pubblicato come LP in vinile, molto raro da trovare.
La voce che legge il testo, tratto dal primo capitolo della Genesi, è di Bill Anders, astronauta durante la missione Apollo 8, che lesse in diretta le frasi iniziali della Genesi riprodotte.

## Tracce
1. In The Beginning - 1:24 - (Mike Oldfield)
2. Let There Be Light - 4:57 - (Mike Oldfield)
3. Supernova - 3:23 - (Mike Oldfield)
4. Magellan - 4:41 - (Mike Oldfield)
5. First Landing - 1:16 - (Mike Oldfield)
6. Oceania - 3:19 - (Mike Oldfield)
7. Only Time Will Tell - 4:26 - (Mike Oldfield)
8. Prayer For The Earth - 2:10 - (Mike Oldfield)
9. Lament For Atlantis - 2:43 - (Mike Oldfield)
10. The Chamber - 1:48 - (Mike Oldfield)
11. Hibernaculum - 3:32 - (Mike Oldfield)
12. Tubular World - 3:22 - (Mike Oldfield)
13. The Shining Ones - 2:59 - (Mike Oldfield)
14. Crystal Clear - 5:42 - (Mike Oldfield)
15. The Sunken Forest - 2:37 - (Mike Oldfield)
16. Ascension - 5:49 - (Mike Oldfield)
17. A New Beginning - 1:37 - (Mike Oldfield)